# 萬花瞳
〈萬花瞳〉（英語：Kaleidoscope）是臺灣歌手蔡依林的歌曲。該歌曲由嚴云農作詞、阿沁作曲、鐘成虎製作。該歌曲為電影《小時代：刺金時代》主題曲，於2014年6月13日由華納音樂和凌時差音樂以單曲形式發行。

## 背景
2013年12月10日，郭敬明宣布電影《小時代：刺金時代》在義大利羅馬開拍。2014年6月9日，郭敬明宣布邀請蔡依林演唱該片主題曲，表示希望電影搭配一首融合時尚、潮流、前衛動感和正面能量的歌曲，並認為蔡依林的氣質符合電影需求，因此透過劇組接洽，雙方均有合作意願。蔡依林在了解郭敬明的想法後，暫停新專輯錄製進度，親自參與主題曲的選曲、填詞和製作。

## 創作和錄製
〈萬花瞳〉描寫年輕人處於青春階段，如同即將破繭而出的蝴蝶，鼓勵以努力和熱情面對世界，進而獲得如萬花筒般的繽紛回應，尋找未來方向。郭敬明對歌詞要求嚴格，但在閱讀歌詞後表示：「一個字都不用改，因為實在太美了」。
該曲為蔡依林和鐘成虎首次合作，錄製過程僅耗時一個下午。歌曲音域寬廣，副歌低音部分音階較低，蔡依林提出以真假音轉換方式呈現厚度。歌曲編製有別於以往舞曲風格，蔡依林廣泛音域和樂器氛圍強調現場感，突顯歌曲所傳達的生命力。

## 發行
2014年6月13日，蔡依林發行單曲〈萬花瞳〉。同月16日，該歌曲的MV於上海國際電影節的電影《小時代：刺金時代》新聞發布會上公開，蔡依林透過錄影表示期待歌曲和電影結合後呈現的效果。郭敬明表示對此次合作感到開心和榮幸，並指出電影前兩部主題曲偏向悲傷與凝重，但成長過程中也包含前進的動力和多彩元素。

## 發行歷史
| 地區 | 日期          | 格式                       | 經銷商     |
| ---- | ------------- | -------------------------- | ---------- |
| 全球 | 2014年6月13日 | 數位下載 串流媒體 電台播放 | 凌時差音樂 |